# Javier Quiñónez
Javier Quiñónez (* Quinindé, Ecuador, 27 de julio de 1989). es un futbolista ecuatoriano que juega de defensa en Sociedad Deportiva Aucas de la Serie A de Ecuador.

## Clubes
| Club            | País    | Año             |
| --------------- | ------- | --------------- |
| Espoli          | Ecuador | 2007 - 2012     |
| Fuerza Amarilla | Ecuador | 2013            |
| CD El Nacional  | Ecuador | 2014            |
| CD Olmedo       | Ecuador | 2015            |
| CD El Nacional  | Ecuador | 2016-2018       |
| SD Aucas        | Ecuador | 2019-2020       |
| Aviced FC       | Ecuador | 2020-Actualidad |

## Participaciones internacionales

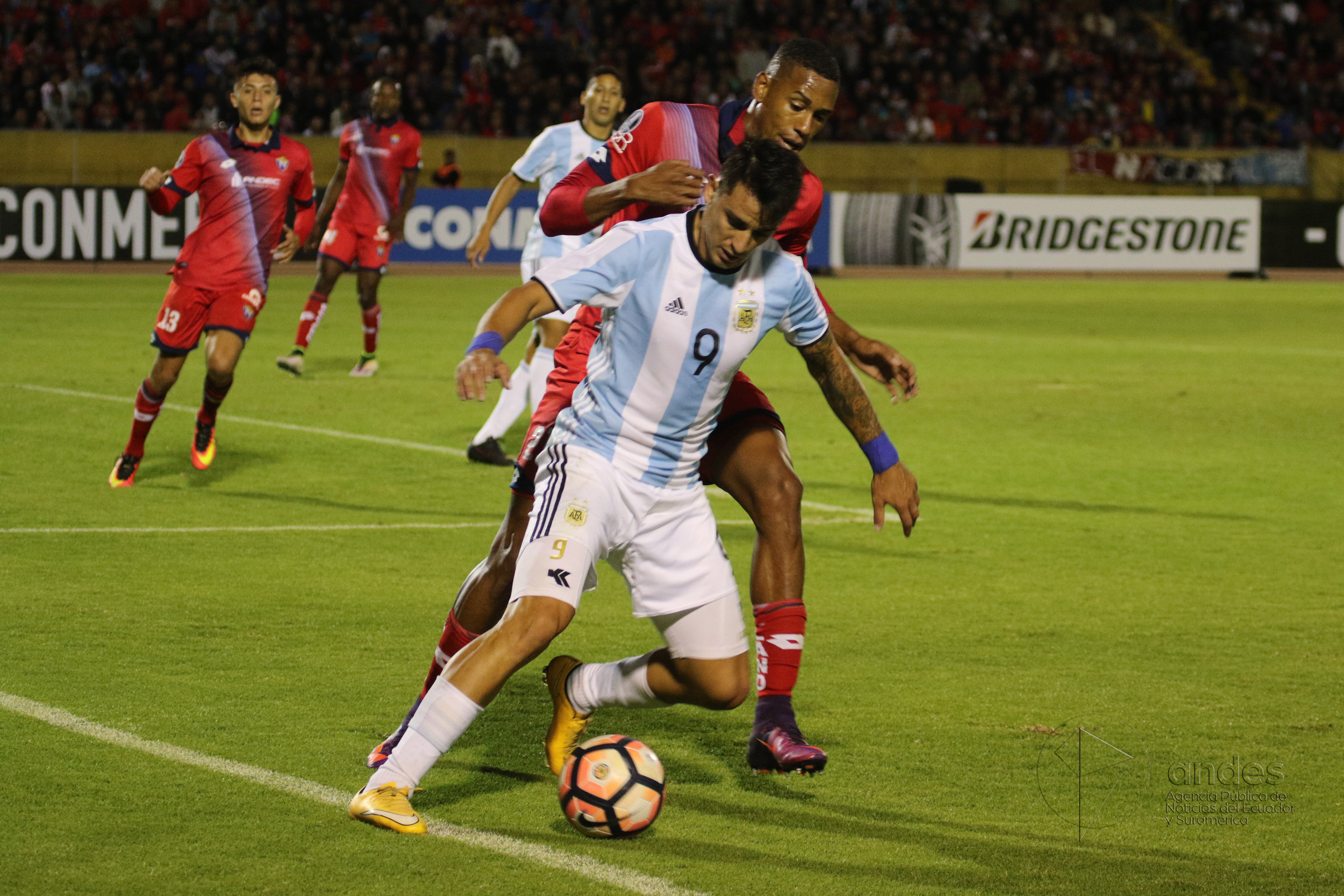
Quiñónez en un partido de Copa Libertadores ante Atlético Tucumán.

| Torneo                 | Club           | Resultado    |
| ---------------------- | -------------- | ------------ |
| Copa Libertadores 2017 | CD El Nacional | Primera Fase |
| Copa Sudamericana 2018 | CD El Nacional | Segunda Fase |